# Гржибовський Микола Гілярович
Микола Гілярович Гржибовський (15 вересня 1913, Новопавлівка — 5 травня 1998) — кримський садівник, Герой Соціалістичної Праці.

## Біографія
Народився 15 вересня 1913 року в селі Новопавлівці (нині Бахчисарайського району Автономної Республіки Крим) в сім'ї потомственого садівника. З дитинства працював разом з батьком у садах і на розсаднику.
У 1941 році він пішов на фронт. Після закінчення Німецько-радянської війни, в 1946 році, сержант М. Г. Гржибовський повернувся до рідного радгоспу ім. В. Чкалова і зайнявся відновленням садівництва, очолив бригаду № 14. Закінчив вечірню школу, трирічні курси садівників і Білогірську школу садівників. Знання, досвід, організаторські здібності молодого фахівця вивели бригаду в одну з передових у Криму.
Розробив свою систему догляду за плодовими насадженнями з використанням залуження, застосування сидератів, індивідуальний підхід до обрізки дерев з урахуванням сортів, пізні вологозарядні поливи у грудні — січні та інші агротехнічні прийоми, що дало змогу отримувати високі врожаї. У 1958 році бригада зібрала в Комсомольському саду, закладеному в довоєнний період, по 508 центнерів фруктів із гектара. Указом Президії Верховної Ради СРСР йому в лютому 1958 року присвоєно звання Героя Соціалістичної Праці.
Одержання високих врожаїв фруктів стало нормою роботи бригади. Досвід роботи у 1966 році вивчали учасники виїзної сесії ВАСГНІЛ. За рішенням райкому партії та райвиконкому було засновано перехідний кубок М. Г. Гржибовського, який вручався садівничим бригадам, що добиваються найвищих врожаїв у районі.
Микола Гилярович брав активну участь у громадському житті району, області. Неодноразово обирався членом райкому, обкому партії, депутатом селищної, районної Рад. До 1989 року керував 14-ю бригадою.
Помер 5 травня 1998 року, похований у місті Сімферополі.

## Нагороди, пам'ять
- Нагороджений орденами Леніна, Вітчизняної війни II ступеня, Червоної Зірки, Трудового Червоного Прапора, багатьма медалями СРСР і України, у тому числі медаллю «За відвагу».
- В смт Поштове діє Музей історії радгоспу імені В. П. Чкалова, в якому одна з експозицій присвячена Миколі Гржибовському[1].
- У 1964 році живописний портрет Героя виконав художник Юрій Коновалов[2].